# Jan Vriend
Jan Vriend (Benningbroek, 10 november 1938) is een Nederlands pianist, componist en dirigent, vanaf 1984 werkzaam in het Verenigd Koninkrijk.

## Voor 1984
Zijn vader was leider van koren, orkesten en organist in de kop van Noord-Holland en was degene die zijn zoon al vroeg richting muziek dreef met pianolessen. Lessen op klarinet, viool en orgel volgden.
Hij kreeg zijn muziekopleiding aan het Conservatorium van Amsterdam. Docenten waren Else Krijgsman (piano), Anthon van der Horst en Jan Felderhof (muziektheorie) en Ton de Leeuw (compositieleer). Vriend kreeg in 1967 van dat conservatorium al een prijs voor componeren. Andere studies vonden nog plaats bij Iannis Xenakis aan de Schola Cantorum de Paris in Parijs (1967) en een stageperiode bij "Groupe de Recherches Musicales" bij de Office de Radiodiffusion Télévision Française. (1967-1968). Genoemde studies werden aangevuld met een studie percussie en elektronische muziek bij Gottfried Michael Koenig aan de Universiteit van Utrecht (1968) en Instituut van Sonologie aldaar. Alles werd nog ondersteund door een studie wiskunde, gerelateerd aan (het schrijven van) composities (1970)
Al tijdens die studies richtte hij samen met Peter de Buck in 1965 het Amsterdams Studenten Kamer orkest op, dat in de volksmond als snel ASKO ging heten. Hij werd er tevens de eerste dirigenten artistiek leider, een functie die hij bekleedde tot 1971. Hij was voorts betrokken bij Werkplaats, het interesse kweken voor moderne klassieke muziek bij kinderen. In die periode gaf hij lezingen, al dan niet voor de radio, al dan niet samen met Jos Kunst.
Volgens de Algemene muziek encyclopedie volgde Vriend bij zijn werken (gegevens tot 1989) de leermethode van Xenakis, “logische processen van voortzetting van klankgegevens”, hetgeen soms logisch klinkt, maar soms ook desoriënterend. Hij maakt deel uit van de generatie Joep Straesser, eerdergenoemde Jos Kunst en Enrique Raxach.
Werken genoemd in de AME zijn:
- 1965: orgelwerk voor Charles de Wolff
- 1966: Watermuziek voor zeventie blokfluiten, Orff-instrumentarium en band.
- 1967: Diamant, een symfonie voor de aarde (orkest)
- 1967: Herfst voor orgel, leverde Schnitger-prijs op
- 1968: Huantan voor 28 blazers en orgel (opgedragen aan Xenakis[1]; hij won er in 1970 een compositiewedstrijd van Stichting Gaudeamus mee; later zat hij zelf in de jury van die wedstrijd)
- 1970: Bau voor zeven blazers en strijkers
- 1972: Elements of logic voor 37 blazers, samen met Jos Kunst; een poging een betere wereld te krijgen onder invloed van muziek; uitgevoerd door het Residentie Orkest onder leiding van Ernest Bour in het Kurhaus[2]
- 1975: Kri voor koor en kamerorkest
- 1978: Worlds voor orkest.
- 1992: Halleluja I voor basklarinet en orkest
- samen met Jos Kunst, elektronische (achtergrond)muziek bij hoorspelen.

Xenakis was ook inspiratiebron voor Xenakis-Mathematics and composing (1977). Voorts schreef hij een verhandeling over Nomos Alpha voor violoncello solo van Xenakis voor Interface. Hij werkte voorts mee aan Leren luisteren naar muziek (1979), een leerboek voor kinderen.

## Na 1984
Hij vestigde zich in Gloucestershire en was daar onder meer dirigent van het New Strout Orchestra (1989-1994). Daarna pakte hij zijn pianokennis weer op. Ook verscheen er af en toe nieuw werk. In Hallelujah I, a Symphony of the North bleek ondanks een "nietsontziende complexiteit" de dramatiek doorslaggevend. Vanaf dat moment is die dramatische dimensie belangrijk in zijn muziek.

## Na 2000
Werken van na 2000 zijn in 2023 op een dubbel-cd uitgebracht door het platenlabel Attacca (ATT 2023167). Info uit het cd-boekje:
- 2001/2002: Hymn to Ra voor sopraan, bariton, koor en orkest (opdracht van Musica Sacra)
- 2004: Anatomy of Passion voor cello en piano
- 2006: Echo 13.7 voor piano en orkest (gecomponeerd op verzoek van Ralph van Raat)
- 2007: Phagocitosis voor orkest (in opdracht van de  NPS en naar een idee van Robert Nasveld)
- 2009: Critical Mass voor strijkkwartet (opdracht van het Rubens Kwartet)
- 2013: Symphonic Dances voor cello
- 2014: Ciudad de los Malditos voor orkest (titel geïnspireerd op  de roman El juego del ángel van Carlos Ruiz Zafón)
- 2021/2022: Event Horizon voor twee piano's (opgedragen aan Ralph van Raat en Maarten van Veen)